# Gérard II de Schaumbourg
Gérard II de Schaumbourg († 28 septembre 1366 en Méditerranée) est sous le nom de  Gerhard II de 1361 jusqu'en 1366 évêque de Minden.

## Famille
Gerhard II est un membre de la lignée de Schaumbourg de la maison de
Holstein-Pinneberg, et il est également connu sous le nom de Gerhard de Holstein-Schauenburg.
Le père de Gérard II est le comte Adolphe VII de Holstein-Schaumbourg († 5 juin 1353). Adolphe règne sur le Holstein-Pinneberg de 1315 jusqu'à sa mort. Sa mère est Heilwig de Lippe, une fille du Simon Ier de Lippe. Son oncle et homonyme Gérard a été l'évêque du diocèse entre 1346 et 1352/1353 et un autre de ses oncles Eric († 21 octobre 1350) fut le candidat du Pape Jean XII en 1331 à l'évêché de Hildesheim.

## Évêque de Minden
Gérard ou Gerhard est d'abord de 1355 jusqu'en 1361 vicaire à Minden avant d'être promu à l'évêché  sous le nom de Gérard II en 1361. Son épiscopat prend fin brutalement lorsqu'il se noie le 28 septembre 1366 dans la mer Méditerranée.